# Mary Flahive
Mary Elizabeth Flahive (née en 1948) est une mathématicienne américaine, professeure de mathématiques à l'université d'État de l'Oregon. Ses intérêts de recherche portent sur la théorie des nombres  ; elle est l'auteure de deux livres sur les équations aux différences et l'approximation diophantienne  et s'intéresse également à la géométrie des nombres et à la théorie du codage algébrique.  

## Éducation
Flahive est diplômée du St. Joseph's College de New York en 1969. Elle a terminé son doctorat à l'université d'État de l'Ohio en 1976. Sa thèse, intitulée On The Minima Of Indefinite Binary Quadratic Forms, est supervisée par Alan C. Woods, et cite le mentorat d'un autre mathématicien de l'OhioSU, Jill Yaqub. Elle l'a publié sous le nom de Mary Flahive Gbur et certains de ses articles de journal de cette période utilisent le nom de Mary E. Gbur. 

## Publications
Flahive est l'auteure du livre The Markoff and Lagrange Spectra, sur des sujets liés à l'approximation diophantienne (avec Thomas W. Cusick, Mathematical Surveys and Monographs (en) 30, American Mathematical Society, 1989). Elle est également l'auteure d'un manuel de premier cycle sur les équations aux différences, Difference Equations: From Rabbits to Chaos (en) (avec Paul Cull et Robby Robson, Undergraduate Texts in Mathematics (en), Springer, 2005). Son nombre d'Erdős est 2.

## Engagements institutionnels
Flahive a également été active dans la promotion des femmes en mathématiques. Elle a servi un mandat de cinq ans au Comité mixte sur les femmes dans les sciences mathématiques de 1996 à 2000. Avec Marie A. Vitulli, elle a écrit une étude influente sur les modèles d'offres d'emploi pour les femmes avec de nouveaux doctorats américains en 1997, et a mis à jour l'étude en 2010. Les principales différences que les deux études ont constatées étaient que, dans les établissements universitaires dont le plus haut diplôme en mathématiques est un bachelor, les femmes étaient initialement employées à un taux sensiblement plus élevé que les hommes, et dans les affaires et l'industrie les hommes étaient initialement employés à un taux considérablement plus élevé que les femmes. Leur étude a révélé de petites différences dans l'embauche dans les établissements de doctorat entre les hommes et les femmes, ce qui indique que d'autres points de la carrière sont plus critiques pour expliquer l'écart entre les hommes et les femmes en mathématiques,.